# MP 3008
El subfusell MP 3008 (de l'alemany per: MachinePistole 3008 o Machine Pistole 3008) també coneguda com a Volks-MP.3008 i Gerät Neumünster, era un subfusell de 9 x 19 mm Parabellum dissenyat en l'Alemanya Nazi com a substitut per al subfusell estàndard (MP40) cap a finals de la Segona Guerra Mundial (a principis de 1945).
També coneguda com a Volksmaschinenpistole ("subfusell del poble"), aquesta arma estava basada en el subfusell britànic Sten Mk I, a excepció del seu carregador vertical, i que algunes versions de la MP 3008 disposaven d'empunyadures en el gallet.
La MP 3008 va estar dissenyada com a arma d'emergència, i es va dissenyar quan Alemanya estava a punt de col·lapsar per culpa de la Segona Guerra Mundial. Per culpa de la falta de materials, els alemanys van arribar a la conclusió de que necessitaven produir un subfusell més barat que el MP40 i estandarditzar-lo.
El disseny del MP 3008 es basava en un simple sistema de Blowback, que operava des d'un sistema de forrellat obert. Estava fabricat de manera molt pobre en petites armeries, i algunes petites variacions del model original no eren gaire estranyes. El carregador estava situat típicament a la part inferior del cos del subfusell, al contrari que la Sten, que tenia el carregasor situat al lateral de l'arma. Al principi de la seva producció, la seva culata estava feta amb un gros fil de ferro, de forma triangular, que estava soldada a la part de darrere de l'arma. Al final de la guerra, el disseny de la culata podia variar, per culpa de la falta de materials, i es van trobar algunes variants amb la culata de fusta, entre altres variacions de les MP 3008 de finals de la guerra.
La Gerät Potsdam, un altre bersió de la Sten Mk II produïda per Mauser en 1944 era una copia exacta del Sten original, fins i tot les seves marcacions, per a poder utilitzar-les en operacions clandestines i darrere de les línies enemigues. Es van produir unes 28.000 unitats d'aquest subfusell (molt similar al MP 3008).